# Meneer Pheip

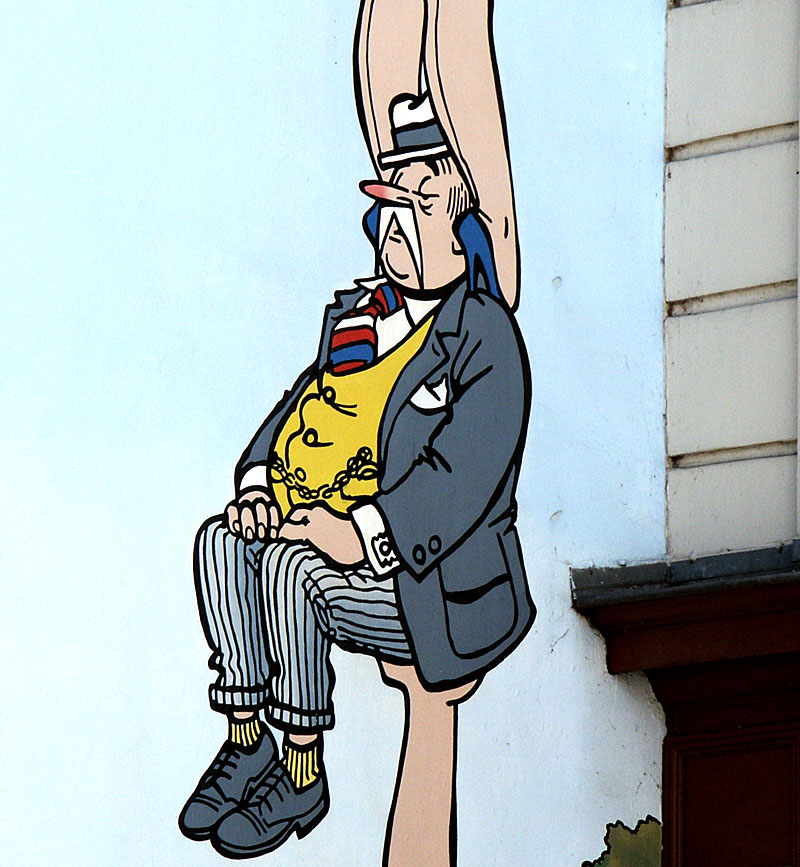
Stripmuur in Brussel.

Philemon Pheip is een stripfiguur in de Vlaamse stripreeks De avonturen van Nero & Co, getekend door Marc Sleen. In de strip wordt hij voornamelijk aangesproken met Meneer Pheip. Hij is getrouwd met Madam Pheip en samen hebben ze één kind: Claude Pheip, bijgenaamd "Clo-Clo". Het gezin heeft ook twee kinderen geadopteerd: Petoetje en Petatje.
Meneer Pheips meest bekende karaktertrek is zijn Franse taalgebruik.

## Personage
Meneer Pheip maakte zijn debuut in het album "De Zwarte Voeten" (1950). Hij is dan nog naamloos en een liberale burgemeester van de gemeente Moerbeke-Waas, alsook directeur van een suikerfabriek in die gemeente. Hij blijkt geobsedeerd door zijn partij en eist dat alles, net als zijn partijkleur, blauw is. Al vanaf zijn eerste verschijning spreekt hij een mengeling van Frans en Nederlands. In het album stelen buitenaardse wezens zijn lever, iets waar hij slechts kort last van lijkt te hebben. Later in het verhaal treden hij en Madam Pheip in het huwelijk omdat hij valt voor haar kordaatheid. Petoetje en Petatje zijn hun adoptiekinderen. In "De Groene Gravin" (1975) krijgen ze zelf een zoon: Clo-Clo.
Meneer Pheip is een rijk man, al kampt hij in latere albums meer met geldgebrek. In "De Totentrekkers" (1970) wordt hij bankroet verklaard door de btw. In "Het Kasteel der Zuchten" (1980) koopt hij op de rommelmarkt aan een spotprijs het kasteel van Zoetendaal, waarna hij plots veel rijker lijkt te worden. Pheip heeft tevens een huisdier: "Beo", een eigenzinnige, pratende beo-vogel verkikkerd op rupsen. Hij koopt de vogel in het album "Beo de Verschrikkelijke" (1952) . Later in het verhaal besluit de vogel zijn vrijheid op te zoeken, tot groot verdriet van Meneer Pheip, maar wordt uiteindelijk teruggebracht. In "Beo is Back" (1989) speelt de vogel opnieuw een grote rol. In het verhaal "Kiwi de Kiwi" (1985) neemt Pheip een kiwi in huis.
Qua karakter is hij opvliegend, gierig en erg chauvinistisch. Hij heeft vaak ruzie met Nero en vecht regelmatig met Oscar Abraham Tuizentfloot. Hij is ook niet al te snugger. In sommige albums wordt hij zelfs voor korte tijd gek, zoals "De Gouden Kabouter" (1968) waarin hij achtereenvolgens denkt dat hij een specht, arend en uil is. In "De Dolle Vloot" (1976) en "IJskoud Geblaas" (1995) denkt hij zelfs dat hij Napoleon is, iets wat Nero in "De Draak van Halfzeven" (1959) ook kortstondig dacht.
De woonst van de familie Pheip is niet vaak te zien doorheen de reeks, vooral in vroege albums. We weten dat ze in De Man Zonder Gezicht (1974) samen met Nero en zijn gezin in een hoeve gaan wonen. Ze verhuizen echter wanneer meneer Pheip het kasteel van Zoetendaal koopt. Dit verdwijnt nadien langzaam uit beeld. In Baraka (1986) blijken ze hier niet meer te wonen, wanneer Nero bij hen intrekt. In latere albums blijken ze in een huis aan de Louizalaan in Brussel te wonen. Dit huis is gebouwd volgens de jugendstil en bevat vele decoraties in de vorm van een pijp.
Meneer Pheips favoriete vakantieplek is de Azurenkust, waar hij en zijn gezin geregeld heen trekken.
Hij ligt vaak onder de plak van Madam Pheip en wordt in "De Terugkeer van Geeraard de Duivel" (1983) door haar zelfs aan de ketting gehouden. Vaak beveelt ze hem huishoudelijk werk te doen en slaat hem geregeld met haar deegrol. Niet geheel onterecht, gezien Pheip in latere albums geregeld interesse vertoont in knappe, jongere vrouwen. Tegen de Belgische wet in draagt Meneer Pheip ook dezelfde achternaam als Madam Pheip in plaats van andersom. Af en toe komt Meneer Pheip toch in opstand tegen de bazigheid van zijn vrouw. In  "Mama Kali" (1969) vertrekt hij zonder haar op reis naar Tanzania. In "De Groene Chinees" (1955) is hij zelfs zo jaloers dat hij haar verbiedt nog met Nero op reis te gaan. In "De Zoon van Nero" (1959) ontvoeren hij en Madam Pheip Adhemar uit jaloezie over diens genialiteit. In "De Zwarte Toren" (1983) laat hij zelfs Nero ontvoeren om zelf de hoofdrol te kunnen spelen.

## Jeugd
Over Pheips jeugd of familie weten we niets. In "De Adhemar-Bonbons" (1979) zien we dat hij als kind als twee druppels water op Clo-Clo lijkt. Ook zijn voornaam verschilt in sommige albums. In "Beo De Verschrikkelijke" (1952) noemt men hem "Isidoor" (strook 221), in "De Daverende Pitteleer" (1959)  "Antoine" (strook 167), in "Mister Nobody" (1976) "Charles-Louis" (strook 74) en in "De Bende van de Zwarte Kous" (1952) "Oscar". In latere albums noemt men met grote regelmaat "Philemon" en dit blijkt zijn definitieve naam te zijn.

## Uiterlijk
Philemon Pheip heeft een spitse lange neus waaronder hij een grote witte walrussnor draagt, net zoals zijn zoon Clo-Clo Pheip, die dan ook erg op hem lijkt. Meneer Pheip is daarnaast kalend en draagt meestal een hoedje. Hij is vrij klein en mollig van postuur. Meestal draagt hij een pak met een gestreepte das en pantalon.

## Carrière
Hoewel Meneer Pheip in "De Zwarte Voeten" (1950) burgemeester van Moerbeke-Waas is, blijkt hij in latere albums niet meer actief in de politiek.
In strook 8 en 77 van "De Bende Van Lamu" (1987) spreekt Madam Pheip hem hierop aan en vraagt hem terug in de politiek te gaan. Pheip besluit burgemeester van Voeren te worden, omdat hij "beide landstalen spreekt". In "De Indiaanse Neusfluit" (1987) leert Adhemar hem met succes Nederlands waardoor Pheip ook effectief burgemeester van Voeren wordt. (Dit zijn allemaal verwijzingen naar de Voerencrisis tijdens de jaren 80 rond José Happart.) Hij maakt Jean Gol zelfs kwaad met zijn taalkennis. Pheip slaagt erin de volgende drie albums in burgemeester van Voeren te blijven.
Meneer Pheip speelt viool in "Hannibal" (1977). Hij werd kampioen skispringen 1958 in "De Pax-Apostel" (1958), partijdig scheidsrechter in "De Witte Parel" (1960) en studeerde een jaar universiteit in Oxford ("De Daverende Pitteleer" (1959))

## Taalgebruik
Meneer Pheip valt op door zijn typische half Franse taalgebruik. Hij gebruikt Franse en Nederlandse woorden door elkaar in één zin en hanteert meestal een Franse zinsopbouw. Pheip lijkt Belgisch patriot te zijn (zie onder andere het album "De Pax Apostel" (1958) waar hij zijn uiterste best doet om Belgische vlag op de bergtop te planten). Er zijn echter ook aanwijzingen dat hij pro-Wallonië is, getuige het Nero-verhaal "Het Zevende Spuitje" (1962). Hierin spreekt Pheip door een verkeerd spuitje van Adhemar opeens foutloos Standaardnederlands. Nadat hij weer normaal is verklaart hij: "Bien sur dat ik liever parleer als dat ik nu parleer. 'T is ik werd met dat beschaafd Nederlands overal aangezien veur ne flamingant." (Zeer zeker dat ik liever praat zoals ik nu praat, want toen ik beschaafd Nederlands sprak zag iedereen mij aan voor een flamingant). Andere bewijzen van Meneer Pheips francofilie zijn het feit dat hij graag op vakantie naar Nice aan de Azurenkust gaat, Le Moniteur leest en trots is op zijn Franse opvoeding. In "De Pax-Apostel" (1958) spoort Nero hem aan sneller de berg te beklimmen door hem te herinneren aan de strijd der 600 Franchimontezen, waarop Pheip ineens iedereen voorbijsteekt.
Hoofdpersonage Nero ergert zich regelmatig aan het taalgebruik van Pheip en vraagt zich af wanneer "die man nu eens eindelijk normaal Nederlands leert". Toch heeft Meneer Pheip dit al verschillende keren geprobeerd. Soms met verrassend resultaat. In "Het Zevende Spuitje" (1963) praat hij dankzij een spuitje van Adhemar ineens ABN tot het spuitje is uitgewerkt. Adhemar probeert hem tot drie keer toe Nederlands te leren. Hij faalt in "De Groene Gravin" (1975), maar in "Het Spook van Zoetendaal" (1980-1981) adviseert Adhemar Pheip om het boek "Taalwenken" door Marc Galle te lezen, waardoor Pheip 's ochtends ontwaakt en opnieuw foutloos Nederlands praat. Omdat hij deze kennis opnieuw verleert, leert Adhemar hem in "De Indiaanse Neusfluit" (1987) opnieuw met succes Nederlands, maar Pheip praat in het volgende album alweer opnieuw zijn oude, vertrouwde taaltje.

## Betekenis
Via Meneer Pheip kon Marc Sleen in de krant waarin hij verscheen een tegenhanger vormen van het flamingantisme. Meneer Pheip kan dan ook gezien worden als een karikatuur van een franskiljonse aristocraat.

## Uitspraken
Een aantal typische Meneer Pheip-taal uitspraken:
- "Tis ik er rien de knots van verstaan." (Het zevende spuitje) (1961)
- "Wiewie, tres bien! Nen diskoer das geel plezant!!" (Het groene vuur) (1965)
- "Ah, de jeunesse van den tegenwoordig!!" (De kakelende kaketoe) (1970)
- "Ah de Néron! 'T is kij ziet er fantastiquement formidable uit." (De ring van de Moefti) (1972)

## Jean Mariën
Meneer Pheip is gebaseerd op de Moerbeekse burgemeester Jean Mariën. Mariën was waarnemend burgemeester van Moerbeke-Waas tijdens de Eerste Wereldoorlog ter vervanging van Maurice August Lippens. Net als Meneer Pheip sprak Mariën Nederlands met een overduidelijke Franse invloed en was hij eigenaar van de plaatselijke suikerfabriek. Mariën was -net als Pheip- ook corpulent, klein en had tevens een snor. Er zijn echter ook bronnen dat niet Mariën maar Lippens zelf de inspiratiebron voor Meneer Pheip vormde.

## Standbeeld
Sinds 2006 heeft de gemeente Moerbeke-Waas een bronzen standbeeld van Meneer Pheip geplaatst. Het beeld is 1,65 meter hoog en staat op een plein in de Statiestraat, dat grenst aan een oud stationsgebouw wat omgebouwd wordt als bibliotheek. Langs de zijgevel van deze bibliotheek hangen vier uitvergrote pagina's uit de strip waar Meneer Pheip geïntroduceerd werd ("De Zwarte Voeten").
Het beeld staat met zijn rug naar de nieuwe bibliotheek en met zijn ogen gericht op de suikerfabriek (waar hij directeur van zou zijn geweest in de stripreeks), die honderd meter verderop staat.

## Wetenswaardigheden
- Meneer Pheip was de eerste streaker in een stripalbum, in het album De groene slapjanus (1974).
- In zijn debuutalbum De Zwarte Voeten (1950) was Meneer Pheip de liberale burgemeester van Moerbeke. Grappig genoeg is in het echte leven de liberale partij (VLD) in Moerbeke-Waas al meer dan 170 jaar aan de macht.
- Net als Meneer Pheip had ook Marc Sleen begin jaren 50 een pratende beo.
- In Antwerpen in België is een stripzaak vernoemd naar Beo, de vogel van Meneer Pheip: "Stripwinkel Beo".
- In het Belgische televisiepraatprogramma Morgen Maandag (1993) van Mark Uytterhoeven zat een vast item met de beo Walter. In een van de "Gisteren Zondag"-kranten die rond het programma werden uitgegeven stuurde een lezer ooit een pagina uit het Nero-album "Beo is Back" (1989) op waarin Meneer Pheips beo carrière maakt bij de VRT en vervolgens naar de VTM overloopt. De gelijkenissen waren inderdaad amusant, zij het toevallig.
- In de vroegere verhalen van Nero worden er -naast Philemon- nog een aantal andere voornamen gebruikt voor Meneer Pheip. Zo heet hij in "De Bende van de Zwarte Kous" Oscar; in "De Daverende Pitteleer" heet hij Antoine; in "Mister Nobody" heet Pheip Charles-Louis en in "Beo de Verschikkelijke" wordt hij Isidoor genoemd.[5]
- In Operatie Koekoek (1958) werd Meneer Pheip in een hondje veranderd en in "Allemaal Beestjes" (1981) in een ooievaar.